# 圣马蒂尼安
圣马蒂尼安（法語：Saint-Martinien，法語發音：[sɛ̃ maʁtinjɛ̃]）是法国阿列省的一个市镇，位于该省西部，和克勒兹省接壤，属于蒙吕松区。

## 地理
圣马蒂尼安（46°20'9"N, 2°28'14"E）面积25.48 平方千米，位于法国奥弗涅-罗讷-阿尔卑斯大区阿列省，该省份为法国中部省份，北起涅夫勒省、西北接谢尔省，西南至克勒兹省，南至多姆山省，东南临卢瓦尔省，东临索恩-卢瓦尔省。
与圣马蒂尼安接壤的市镇（或旧市镇、城区）包括：阿尔希尼亚、于列勒、拉迈、坎赛讷、努昂。

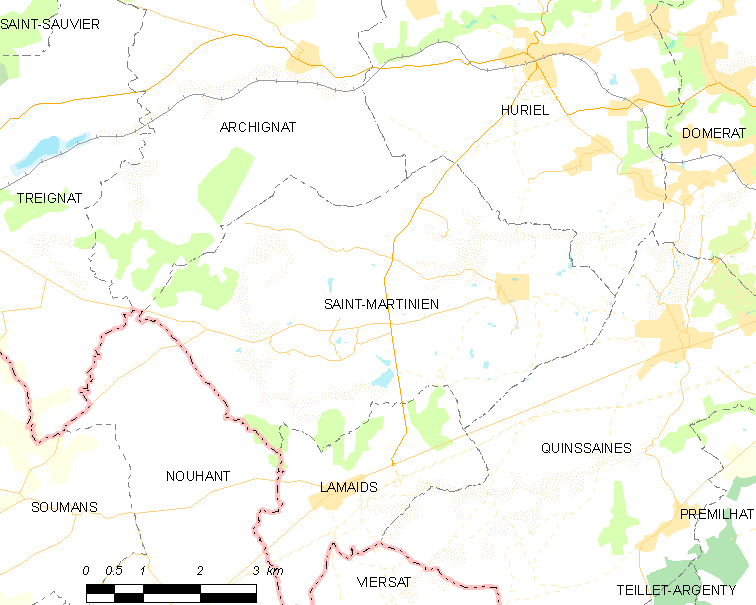
圣马蒂尼安的OSM定位图

圣马蒂尼安的时区为UTC+01:00、UTC+02:00（夏令时）。

## 行政
圣马蒂尼安的邮政编码为03380，INSEE市镇编码为03246。

## 政治
圣马蒂尼安所属的省级选区为于列勒县。

## 人口

1962-2008年间圣马蒂尼安人口变化图示

圣马蒂尼安于2022年1月1日时的人口数量为595人。